# Gigantes plaki

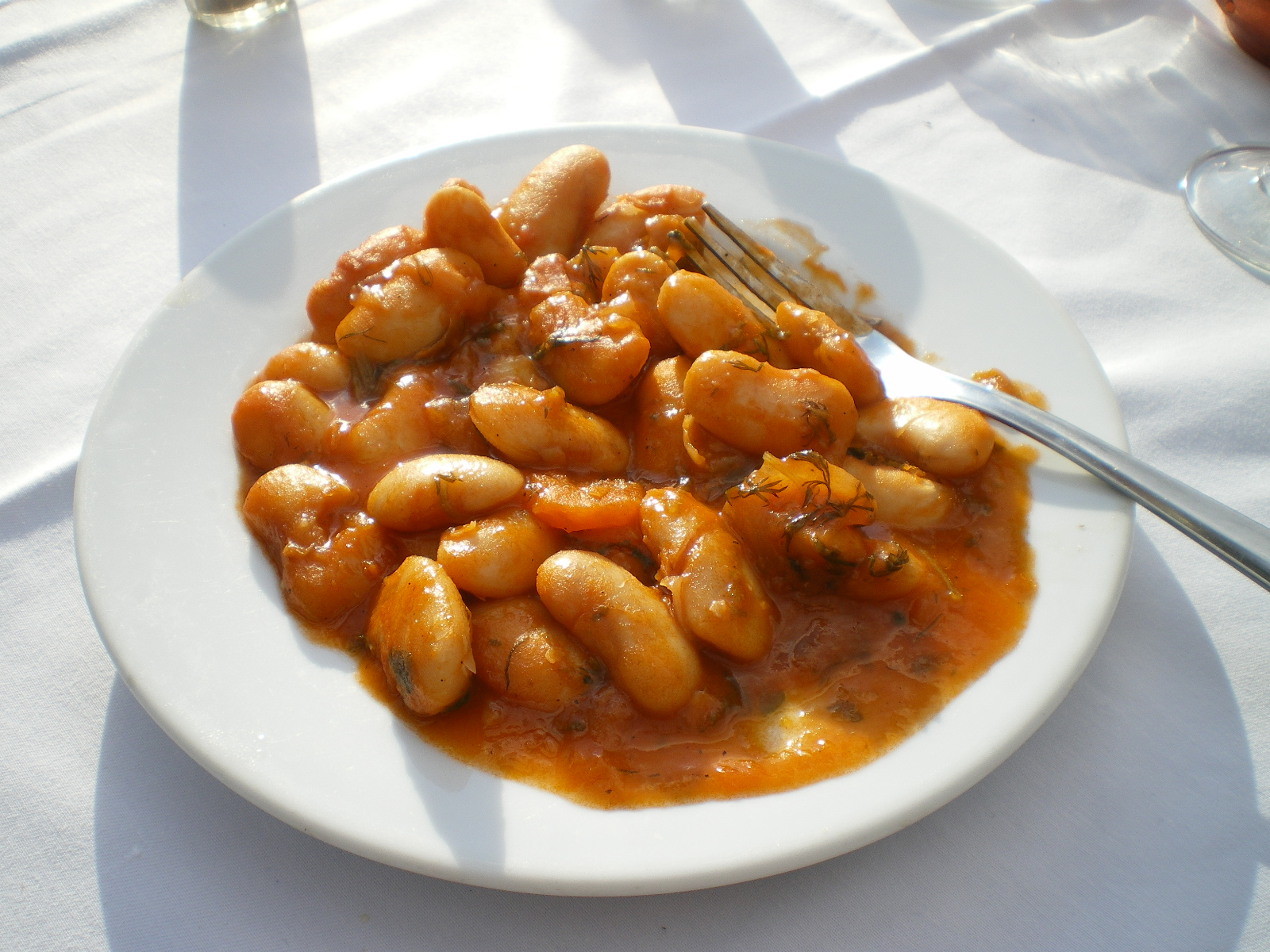
Ración de gigantes plaki.

Los gigantes plaki (en griego γίγαντες πλακί) es un mezze griego a base de judías grandes ("gigantes") cocinadas en salsa de tomate. Se trata de un plato muy popular cocinado generalmente y dejado reposar para ser servido posteriormente frío en los mezze. Se suele comer en los meses de invierno y como otros muchos platos griegos es frecuente servirse con pan para mojar en la salsa mientras se comen.

## Preparación
Existen diversas preparaciones de esta plato tan popular, que consiste en fasolia gigandes (judías blancas grandes), salsa de tomate, cebollas, aceite de oliva, perejil. Cuando las 'fasolia gigandes' no están disponibles se suelen reemplazar por las judías lima como sustitutas. A veces se sirven con otro tipo de verduras como ajo, zanahorias y apio, pudiendo llegar a mezclarse con rodajas de salchichas. se suelen servir acompañadas de pequeños dados de queso feta.